# Bighorn (jezioro)
Bighorn (ang. Bighorn Lake) – zbiornik retencyjny w Stanach Zjednoczonych znajdujący się w południowej Montanie i północnym Wyomingu, na obszarze Bighorn Canyon National Recreation Area, w odległości 64 km na południe od Billings w stanie Montana.  
Jezioro Bighorn powstało w wyniku konstrukcji zapory Yellowtail na rzece Bighorn w pobliżu Fort Smith w roku 1965. Rozciąga się na całej długości (114 km) kanionu Bighorn.

## Galeria

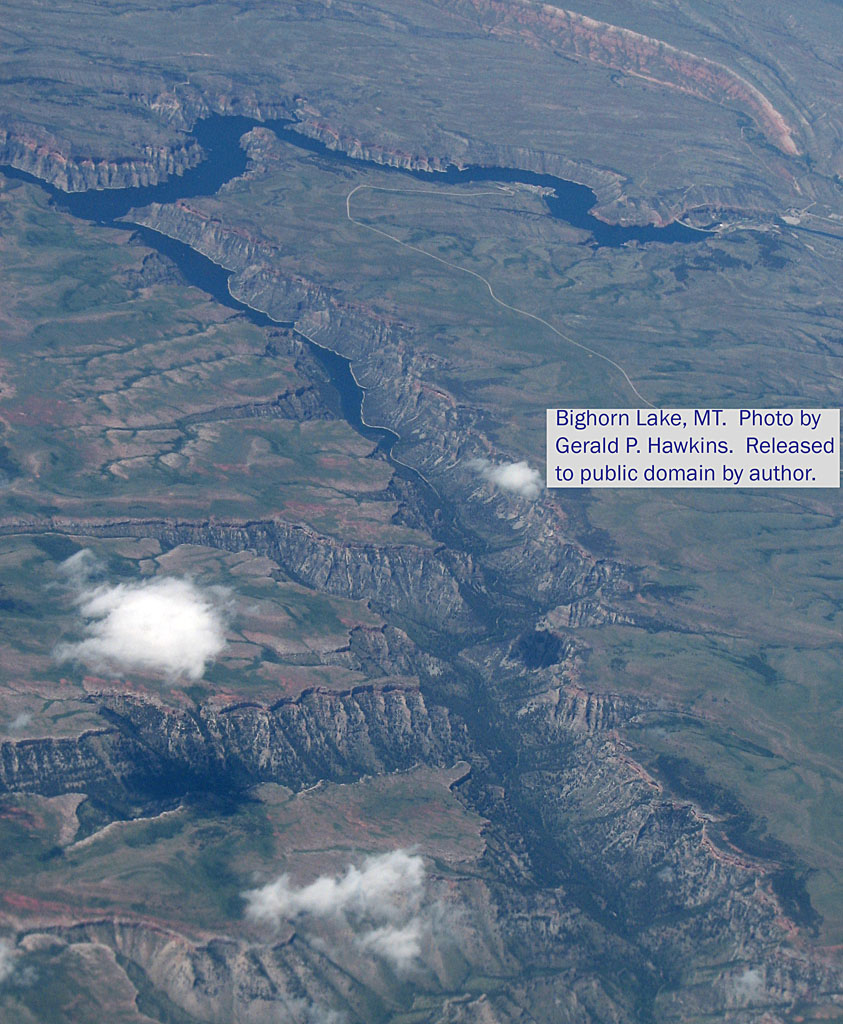
Wschodnia część jez. Bighorn